# Raffinerie de Téhéran
La raffinerie de Téhéran (en persan : پالایشگاه تهران) est située à Téhéran dans la province de Téhéran.

## Production
La production est présentée par la NIORDC, responsable de son exploitation, comme atteignant 250 000 barils par jour.